# 探戈

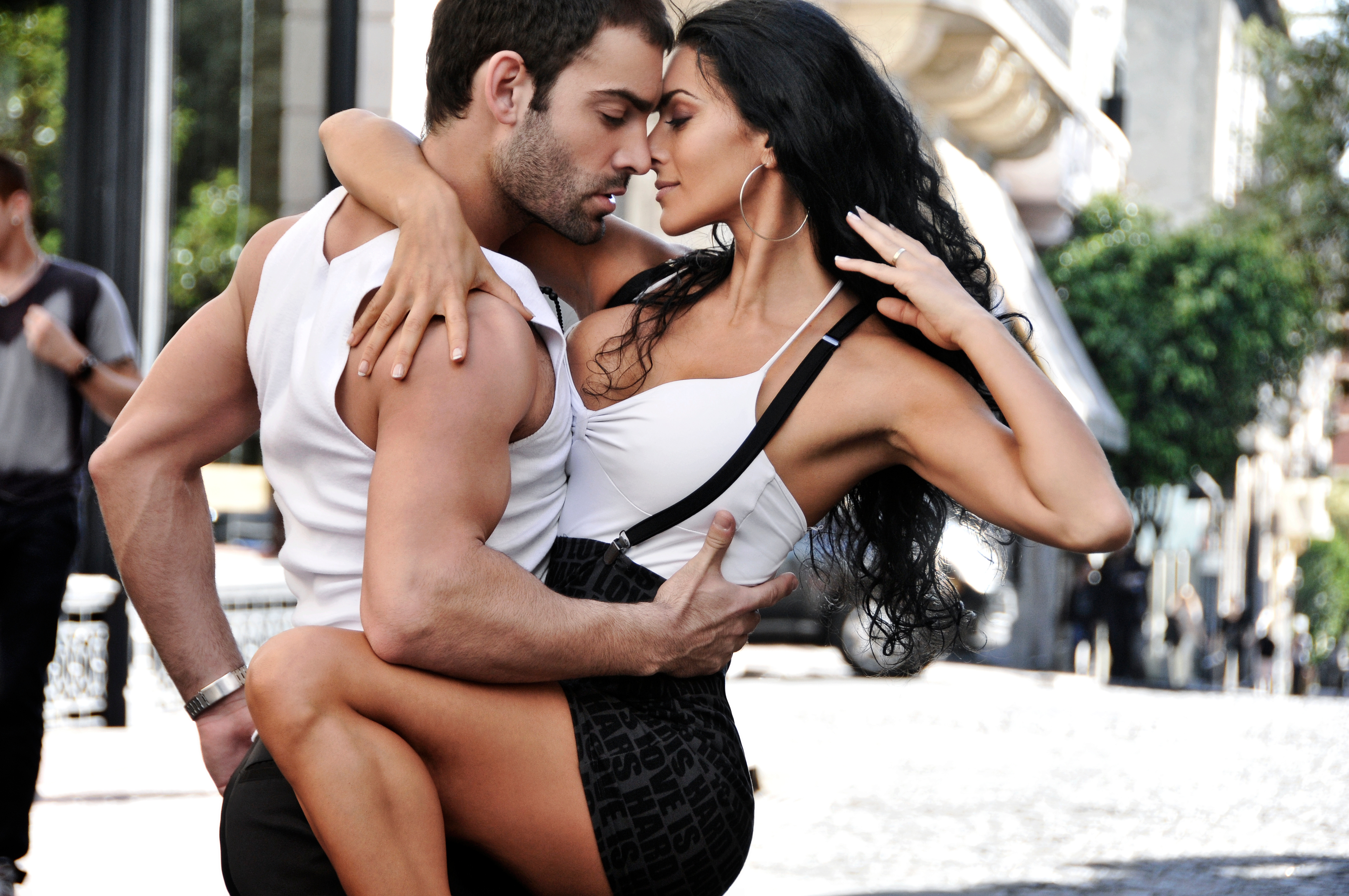
探戈

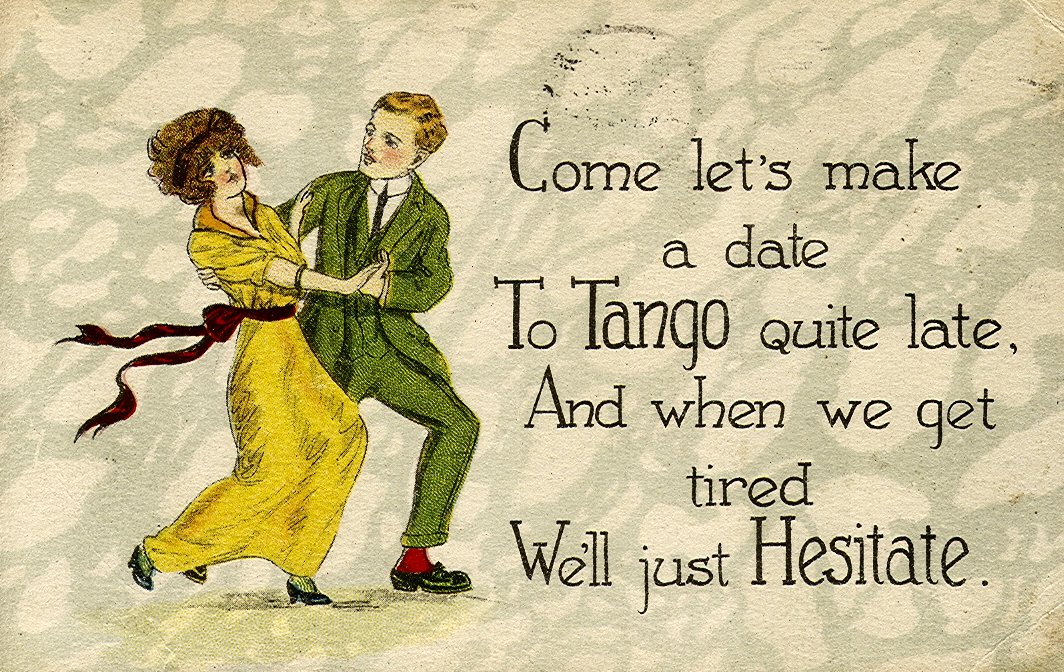
1919年繪有探戈舞蹈姿勢的明信片

探戈（Tango）是一種由多種文化融合而成的音樂與舞蹈形式，誕生於南美拉普拉塔河河口兩岸的布宜諾斯艾利斯(阿根廷首都)及蒙特維多(烏拉圭首都)。探戈的形成主要受到下列種族文化的影響：非洲裔、南美草原的高卓人、西班牙裔、意大利裔，以及歐洲龐大移民的各個民族文化。探戈舞曾经常在港口的妓院和酒吧裡进行，那里的业主雇佣乐队用音乐来娱乐他们的顾客，之后传播到了世界的各个地方。2009年，聯合國教科文組織將阿根廷與烏拉圭的探戈文化訂為人類無形文化遺產。

## 起源
探戈据说起源于情人之间的秘密舞蹈，所以男士原来跳舞时都佩带短刀，现在虽然不佩带短刀，但舞蹈者必须表情严肃，表现出东张西望，提防被人发现的表情。其他种舞蹈跳舞时都要面带微笑，唯有跳探戈时不得微笑，表情要严肃，步伐要果断有力，表现出挺拔俊俏、倜傥洒脱、爽快利落、刚劲有力的风格。探戈舞的肢体语言非常丰富，但目前应用于体育舞蹈比赛中经规范了的探戈舞已经比阿根廷本地的探戈舞简单多了。

## 特点
跳探戈舞时，男女双方的组合姿势和其他摩登舞略有区别，叫做“探戈定位”，双方靠得较紧，男士搂抱的右臂和女士的左臂都要更向里一些，身体要相互接触，重心偏移，男士主要在右脚，女士在左脚。男女双方不对视，定位时男女双方都向自己的左侧看。
探戈裡的米隆加是一種比較開心歡愉的探戈舞蹈類型，源自於非洲的熱情Habanera舞曲以及歐洲的輕快Poca舞曲，因此男女舞者在配合這種活潑俏皮的米隆加音樂時，通常會擺脫原本阿根廷探戈的深沉哀愁，而轉為男女相互嘻鬧玩耍的氣氛。

## 图片

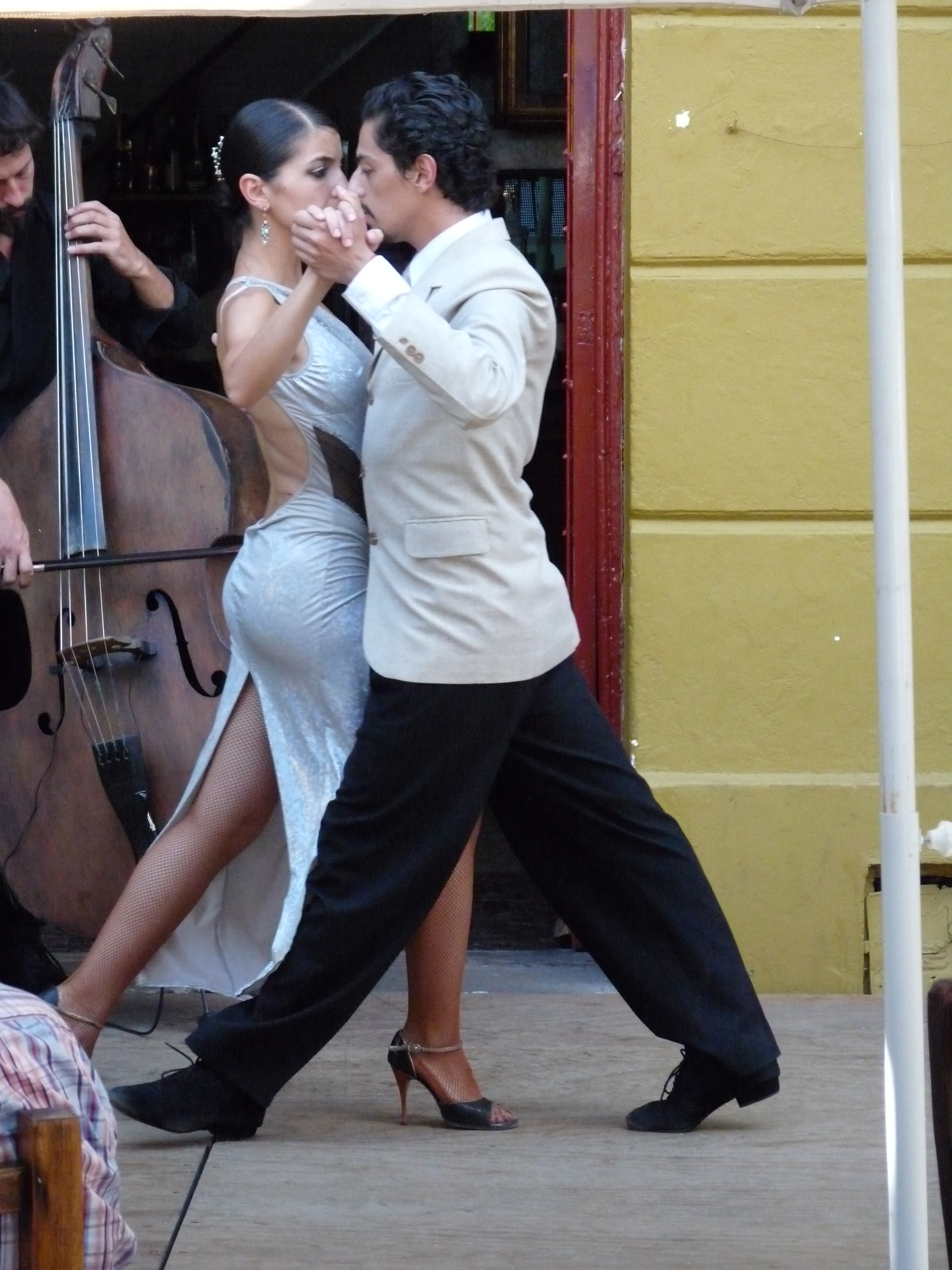
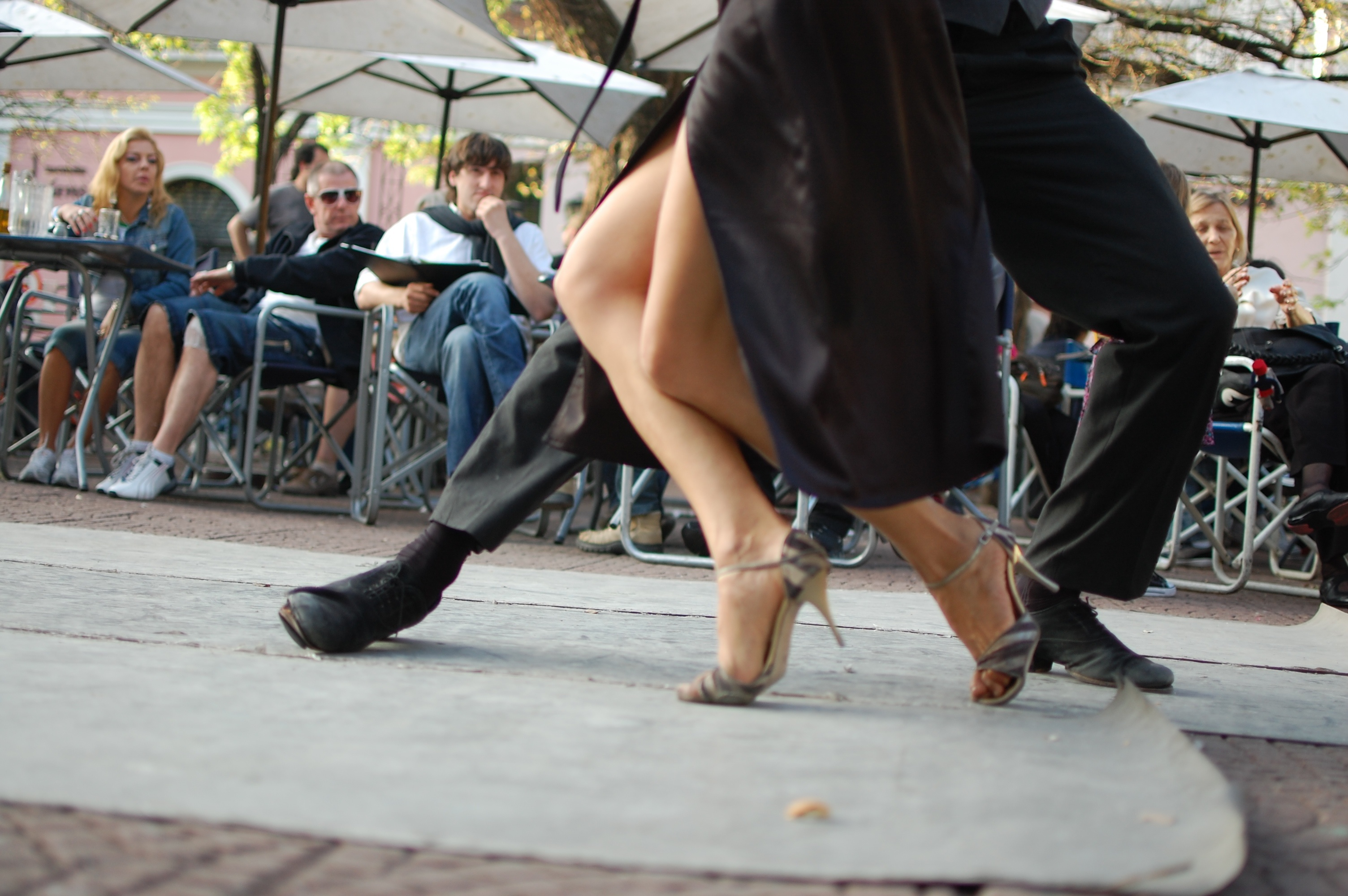